# Kampfgeschwader 60
A Kampfgeschwader 60 (Verbandsführerlehrgang) foi uma unidade da Luftwaffe que atuou por um curto período de tempo durante a Segunda Guerra Mundial.

## I. Gruppe

### Gruppenkommandeure
| Comandante           | Data                                  |
| -------------------- | ------------------------------------- |
| Major Dietrich Peltz | 1 de Agosto de 1942 - Outubro de 1942 |
| Major Brand          | Outubro de 1942 - Novembro de 1942    |
| ?                    |                                       |

O I./KG60 foi formado no dia 1 de Agosto de 1942 em Tours a partir do Verbandsführerschule für Kampffliegerausbildung (formado no mês de Janeiro de 1942 em Foggia, Julho de 1942 em Tours). No início somente o Stab I., 1. e 2./Kampfgeschwader 60 contavam com bombardeiros Ju 88A-4 (IX. Fliegerkorps/Luftflotte 3).
O 3./Kampfgeschwader 60 foi formado no dia 21 de Agosto de 1942 em Tours.
No dia 13 de Outubro de 1942 o 1. e 2./KG 60 foram movidos para Banak, no norte da Noruega.
No dia 8 de Novembro de 1942 o 1. e 2./KG 60 foram movidos para Elmas, para fornecerem reforços para o II. Fliegerkorps/Luftflotte 2 para combaterem o desembarque aliado no nordeste da África. A unidade foi dispensada no dia 8 de Janeiro de 1943, e os seus restantes foram unidos ao Kampfgeschwader 30, sendo o seu Stab renomeado para Verbandsführerschule/Kampfgeschwader 101. O 3./KG 60 se tornou 14./Kampfgeschwader 6.